# Liriomyza obliqua
Liriomyza obliqua är en tvåvingeart som beskrevs av Friedrich Georg Hendel 1931. Liriomyza obliqua ingår i släktet Liriomyza och familjen minerarflugor.
Artens utbredningsområde är Österrike. Inga underarter finns listade i Catalogue of Life.